# Anomis cuprina
Anomis cuprina là một loài bướm đêm trong họ Erebidae.